# デジタル-デジタル変換回路
デジタル-デジタル変換回路（デジタル-デジタルへんかんかいろ、D/D変換回路）は、デジタル電気信号を別のデジタル電気信号に変換する電子回路である。D/Dコンバーター（DDC、ディーディーシー）とも言う。また、アナログ-デジタル変換（アナログ-デジタルへんかん、A/D変換）は、アナログ信号をデジタル信号に変換することをいい、デジタル-アナログ変換（デジタル-アナログへんかん、D/A変換）は、デジタル信号をアナログ信号に変換することをいう。

## オーディオ機器としてのDDC
CDプレーヤーやパーソナルコンピュータ (PC) 等の出力をオーディオ用アンプにデジタル接続する場合、D/A変換を外部の専用機で行うことでノイズが低減するとされる。しかしデジタル接続といってもオーディオ機器で多用されているのは光接続や同軸接続のS/PDIFのため、PCから直接出力できない場合が多い。
このため、PCで多用されているデジタル信号であるUSBやFireWireを、オーディオで多用されているデジタル信号の光や同軸のS/PDIF信号に変換するDD変換が必要となる。
USBやFireWireからS/PDIF信号に変換し、単に接続だけを目的としたアダプター的な物から、変換時により信号の精度を上げる機構を組み込んでいる物まで幅広くなってきている。
AppleがFireWireからUSBへシフトしたことから、接続方法はUSBに集約されつつあり、USB接続のDDCはUSB-DDCと呼ばれる。